# Apple A5
Pour les articles homonymes, voir A5.
Apple A4 Apple A6
L'Apple A5 est un Système sur une puce (SoC) de type package on a package (en) (PoP) conçu par Apple et produit par Samsung. Il combine principalement deux processeurs ARM Cortex-A9 et deux processeurs graphiques PowerVR selon les versions. La puce est lancée sur le marché lors de la sortie de la tablette électronique iPad 2. L'Apple A5 a également été insérée dans l'iPhone 4s puis dans l'iPod Touch de 5e génération et ensuite sur l'iPad Mini.
Le successeur de l'Apple A5 est l'A5X, une simple « évolution » intégrée dans la troisième génération d'iPad. Cette puce dispose de deux unités CPU (« double-cœur ») et d'une partie graphique composée de quatre GPU (« quadruple-cœur »).

## Design

### Apple A5 (S5L8940)
Apple a utilisé la première version de l'A5 dans l'iPhone 4S et iPad 2. Cet A5 est gravé en 45 nm et mesure 122,2 mm2. C'est un package on a package (en) (PoP) contenant 512 MB, de DRAM LPDDR2 dual-channel.

### Apple A5r2 (S5L8942)
Par la suite, Apple a utilisé une seconde version de l'A5 dans third generation Apple TV, annoncée le 7 mars 2012, ainsi que dans l'iPod Touch 5e génération, l'iPad mini, et une révision de l'iPad 2 (iPad 2,4). Ce processeur est fabriqué avec un processus de gravure en 32 nm et porte l'identifiant S5L8942. La version utilisé dans l'Apple TV dispose d'un cœur désactivé. Ce nouvel A5 est  41 % plus petit que la première version, ne mesurant que 69,6 mm2 et fabriqué dans un package on a package (PoP) avec 512 MB de DRAM LPDDR2,.

### Apple A5r3 (S5L8947)
En mars 2013, Apple a commercialisé une nouvelle version de l'Apple TV 3 (AppleTV3,2) contenant un A5 plus petit disposant d'un GPU et un CPU single core. Contrairement aux autres variantes de l'A5, cette version n'est pas un package-on-package (PoP), n'ayant donc pas de RAM incorporé dans le processeur. Cette variante est très petite, 37,8 mm2, mais la baisse de taille n'est pas due à un nouveau procédé de gravure (toujours en 32 nm), cela indique que cette révision de l'A5 dispose d'un nouveau design.

## Comparaison entre A4 et A5/A5X
| Modèle                     | Apple A4 sur iPad 1           | Apple A5 sur iPad 2 2011      | Apple A5 sur iPad 2 2012 | Apple A5X sur iPad 3 |
| -------------------------- | ----------------------------- | ----------------------------- | ------------------------ | -------------------- |
| Taille                     | 7,3 mm X 7,3 mm = 53,3 mm2    | 12,1 mm X 10,1 mm = 122 mm2   | 69 mm2                   | 163 mm2              |
| Modèle/référence           | APL0398                       | APL0498                       | APL2498                  | APL5498              |
| Nombre de couches de métal | 9                             | 9                             | 9                        | 9                    |
| Nombre de couches de poly  | 1                             | 1                             | 1                        | 1                    |
| Gravure du processeur      | 45 nm                         | 45 nm                         | 32 nm                    | 45 nm                |
| Producteur                 | Samsung                       | Samsung                       | Samsung                  | Samsung              |
| Type de boîtier            | Package on Package            | Package on Package            | Package on Package       | Package on Package   |
| Taille du boîtier          | 14,1 mm X 14,1 mm = 198,8 mm2 | 16,7 mm X 14,3 mm = 238,8 mm2 | N/A                      | N/A                  |
| CPU                        | 1* ARM Cortex A8              | 2* ARM Cortex A9              | 2* ARM Cortex A9         | 2* ARM Cortex A9     |
| Fréquence                  | 1 GHz.                        | 1 GHz.                        | 1 GHz.                   | 1 GHz.               |
| GPU                        | PowerVR SGX535                | PowerVR SGX543MP2             | PowerVR SGX543MP2        | PowerVR SGX543MP4    |
| Génération de la DRAM      | LP DDR                        | LP DDR2                       | LP DDR2                  | LP DDR2              |
| Capacité de la DRAM        | 256 Mo                        | 512 Mo                        | 512 Mo                   | 1 Go                 |

## Production
Les puces A5 sont produites dans l'usine Samsung située à Austin au Texas.

## Produits équipés d'un Apple A5
- iPad 2 (A5, double-cœur)
- iPhone 4S (A5, double-cœur à 800 MHz)
- Apple TV (appareil) 3e (A5, double-cœur avec un cœur désactivé) et Apple TV 3e Rev A (A5, mono-cœur)
- iPod touch 5e (A5, double-cœur)
- iPad mini (A5, double-cœur)

## Galerie
| A5, 10.1 mm x 12.2 mm                      |
| L'A5 45 nm S5L8940 introduit en Mars 2011. |

| A5r2, 8.1 mm x 8.6 mm                        |
| L'A5r2 32 nm S5L8942 introduit en mars 2012. |

| A5r3, 6.1 mm x 6.3 mm                                    |
| L'A5r3 32 nm single-core S5L8947 introduit en mars 2013. |